# Capriccio (opera)
Capricio je poslední operou německého skladatele Richarda Strausse, který byla poprvé uvedena během druhé světové války v Mnichově roku 1942. Dílo představuje jakousi skladatelovu "labutí píseň", kde Strauss tak trochu rekapituluje svůj život. Sám skladatel operu označil za “konverzační kus pro hudbu“.

## Zajímavosti ke vzniku díla
Výrazným impulsem pro vzniku opery je historická hudebně-divadelní událost ze 7. února 1786, kdy byl ve vídeňské Oranžerii proveden v jednom večeru projekt dvou "konkurenčních" skladatelů Antonia Salieriho a Wolfganga Amadea Mozarta. První jednoaktovkou, která tehdy zazněla, bylo Salieriho Prima la Musica, Poi le Parole (Nejprve hudba, pak slova), tradiční komická italská opera na italský text tehdejšího dvorního básníka Giambattisty Castiho. V druhé polovině večera se pak jednalo o komedii s hudbou o jednom aktu Divadelní ředitel, kterou pro Mozarta napsal Gottlieb Stephanie mladší. Obě díla přitom objednal rakouský císař Josef II.
Na libreto k Salieriho dílu upozornil Strausse jeho tehdejší libretista Stefan Zweig. Skladatel jej následně požádal o zpracování scénáře, který vyšel z několika motivů Castiho libreta.

## Konverzační charakter opery
Capricio představuje poměrně monumentální mluvenou opery (Pozn.: Ač má jen jedno jednání trvá přes 2 hodiny). Při pohledu do synopse opery lze vypozorovat, že poměrně často se zde objevují fráze jako "diskutují", "zapojují se do diskuze", "následuje debata", "konverzace nabývá na vášnivosti" "vstoupí sluha a poznamenává"

## Stručný děj opery
Děj je zasazen do Francie v 18. století. Mladá vdova, hraběnka Madeleine, žije se svým bratrem v zámku nedaleko Paříže. Uchází se o ni skladatel Flamand (tenor) a básník Olivier (baryton). Děj opery se jinak točí kolem vzniku opery, která je zadána básníkovi a skladateli ve lhůtě pouhých čtyřech dnů (u příležitosti hraběnčiných narozenich). Část opery je věnovaná debatě básníka a skladatele nad "hádankou", zda je hudba nadřazena veršům či naopak. Ve finále vše skončí uměleckým smírem obou oborů (viz závěrečný slavný monolog hraběnky, v němž medituje nad danou hádankou).

## Uvádění opery
Zatímco v německy mluvících zemí je opera vcelku oblíbená, a v posledních deseti letech se začala prosazovat i do jiných zemí (např. byla uvedena ve Španělsku, Norsku či Švédsku), v Čechách zatím inscenována nebyla. V roce 2011 ji mohli čeští diváci viděl alespoň v kinech v rámci cyklu přímých přenosů z newyorské Metropolitní opery.